# Большая Люнгфада
Большая Люнгфада — река в Красноярском крае России. Длина реки составляет 124 км, площадь водосборного бассейна — 1800 км².
Протекает по территории Таймырского Долгано-Ненецкого района. Вытекает из озера Ситниково на высоте 111 м над уровнем моря. В верховьях до впадения в озеро Люнгфада называется река Ситникова и течёт преимущественно на юго-восток. Затем направление меняется последовательно на восточное и северное. Впадает в реку Пясину в 277 км от её устья по левому берегу. Высота устья — 2 м над уровнем моря. Преобладает скорость течения 0,6 м/с. Ширина реки перед устьем — 145 м. В бассейне реки много озёр, крупнейшие — Сыруто и Хелалитурку.

## Притоки (км от устья)
- 1 км — река Келяку-Бигай (лв)
- 11 км — река Малая Люнгфада (пр)
- 33 км — река Фудему (пр)
- 37 км — река Дюрэга (Дюрасета) (лв)
- 59 км — река Извилистая (пр)

## Данные водного реестра
По данным государственного водного реестра России и геоинформационной системы водохозяйственного районирования территории РФ, подготовленной Федеральным агентством водных ресурсов:
- Бассейновый округ — Енисейский
- Речной бассейн — Пясина
- Речной подбассейн — отсутствует
- Водохозяйственный участок — Пясина и другие реки бассейна Карского моря от восточной границы бассейна Енисейского залива до западной границы бассейна реки Каменной
- Код водного объекта — 17020000112116100129711.